# Mae Hong Son (província)
Mae Hong Son é uma província da Tailândia. Sua capital é a cidade de Mae Hong Son.

## Distritos
A província está subdividida em 7 distritos (amphoes). Os distritos estão por sua vez divididos em 45 comunas (tambons) e estas em 402 povoados (moobans).

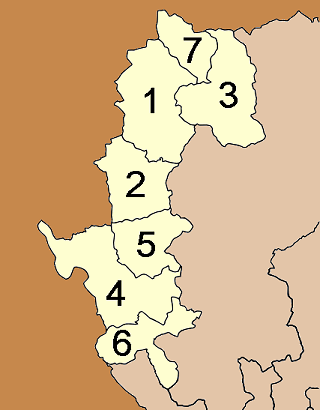
Distritos da província

| 1. Mae Hong Son 2. Khun Yuam 3. Pai 4. Mae Sariang | 1. Mae La Noi 2. Sop Moei 3. Pangmapha |